# Olympische Sommerspiele 1988/Teilnehmer (Guinea)
| Gelbes Symbol für Goldmedaillen mit stilisierten Olympischen Ringen | Graues Symbol für Silbermedaillen mit stilisierten Olympischen Ringen | Braundes Symbol für Bronzemedaillen mit stilisierten Olympischen Ringen |
| ------------------------------------------------------------------- | --------------------------------------------------------------------- | ----------------------------------------------------------------------- |
| —                                                                   | —                                                                     | —                                                                       |

Guinea nahm an den Olympischen Sommerspielen 1988 in Seoul, Südkorea, mit einer Delegation von sechs Sportlern (allesamt Männer) teil.

## Teilnehmer nach Sportarten

### Boxen
- Samba Jacob Diallo
Bantamgewicht: 33. Platz

- Serigne Fall
Federgewicht: 33. Platz

### Leichtathletik
- Robert Loua
100 Meter: Vorläufe
200 Meter: Vorläufe

- Alassane Bah
Marathon: 96. Platz

### Ringen
- Ousmane Diallo
Fliegengewicht, Freistil: Vorrunde

- Mamadou Diaw Diallo
Weltergewicht, Freistil: Vorrunde